# آلة اختبارات عامة

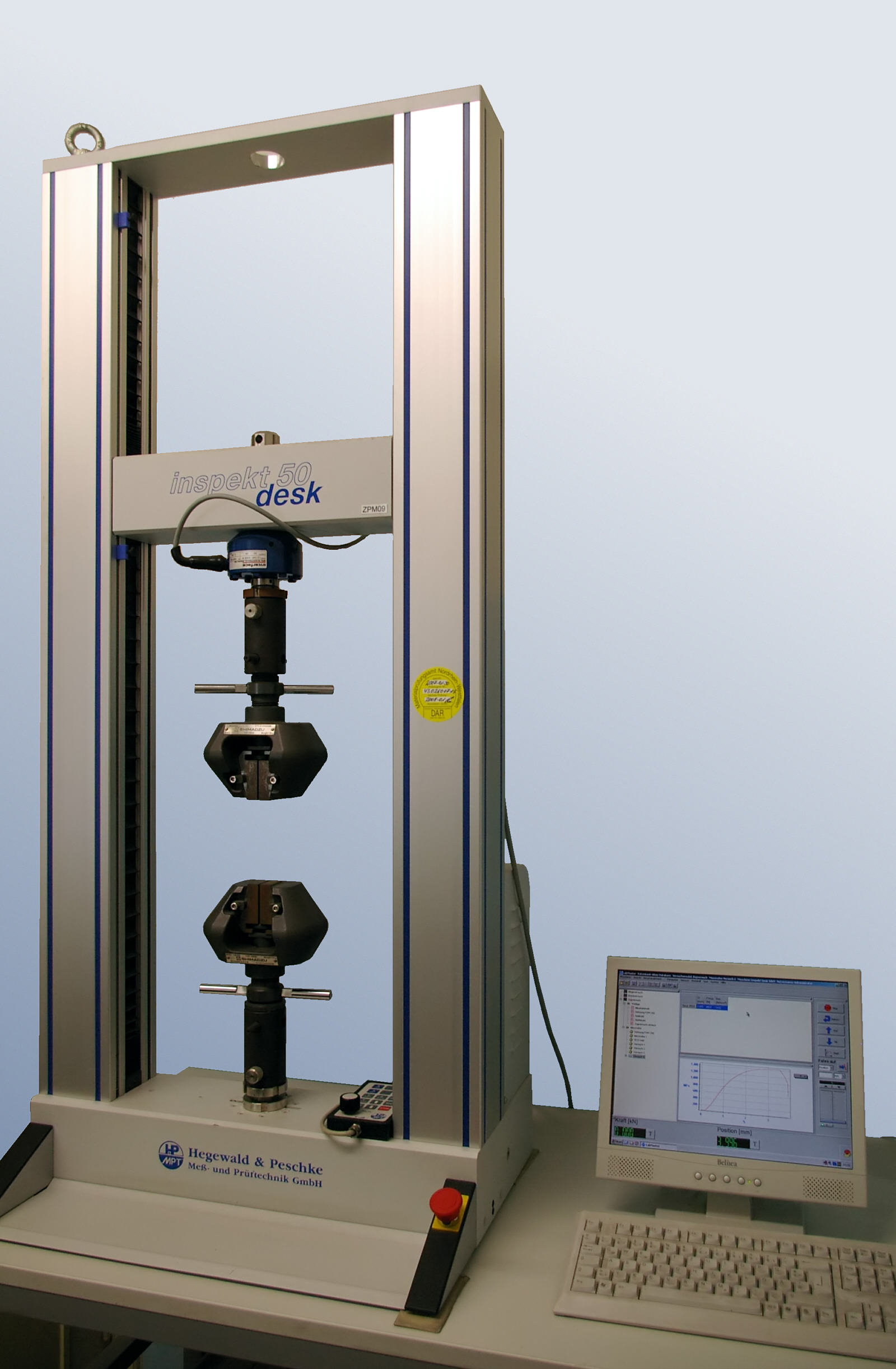
ماكينة اختبار عالمية.

ماكينة الاختبار العالمية هي ماكينة تُستخدم في اختبار مقاومة الشد ومقاومة الضغط للمواد. وهي عالمية لأن أبعادها قياسية حول العالم لإجراء اختبارات الشد والضغط.

## مكونات
- إطار لتطبيق الحمل.
- خلية حمل لقياس الحمل المطلوب لكسر العينة.
- رأس صليبة يتم التحكم بحركتها أعلي أو أسفل.
- أداة لقياس التشوه أو نتيجة الاختبار.